# Nicolás Poblete
Nicolás Poblete Rodríguez (Santiago, 17 de diciembre de 1982) es un actor de televisión y cantante de cuecas chileno.

## Biografía
Nicolás Poblete es el menor de tres hermanos; estudió toda su vida en el Saint George's College, menos un año que se fue a vivir a Rancagua con sus padres y estudió en el Instituto Inglés.
Su primer trabajo en televisión fue en la teleserie Tentación en 2004. Ha participado en otras telenovelas exitosas como Brujas, El Señor de la Querencia, Hijos del Monte y Mujeres de lujo. En 2012 fue parte de la telenovela nocturna Soltera otra vez en el papel de Zamir Celis "El Turco", reapareciendo en la segunda temporada de dicha telenovela en 2013 y en la tercera temporada durante 2018.
El 2019 debuta en cine como protagonista junto a Dayana Amigo y Sebastián Badilla en la película No Quiero Ser Tu Hermano de Sebastián Badilla y Gonzalo Badilla, más conocidos como Los Hermanos Badilla. La película fue un éxito de taquilla en los cines chilenos convirtiéndose en "La comedia chilena más vista del 2019". 
Fue la primera película chilena en la historia en ser adquirida por la compañía de streaming Norteamericana HBO Max. 
Poblete ha participado en diversos grupos de cueca, donde se dedica al canto y la pandereta. Fue uno de los fundadores del grupo Los Vinelis, y luego se incorporó al grupo Los Piolas del Lote.

## Filmografía
- Monvoisin (2009) - Francisco Bilbao.
- La Esmeralda, 1879 (2010) - Ernesto Riquelme.
- No quiero ser tu hermano (2019) - Johnny.

## Televisión
| Año       | Título                   | Papel                     | Ref.         |
| --------- | ------------------------ | ------------------------- | ------------ |
| 2004-2005 | Tentación                | Ramón Urrutia             |              |
| 2005-2006 | Brujas                   | Luciano Mainardi          |              |
| 2005      | Gatas y tuercas          | Pedro Avello              |              |
| 2006      | Charly tango             | Diego Sánchez             |              |
| 2008      | El señor de La Querencia | Juan Cristóbal León       |              |
| 2008-2009 | Hijos del Monte          | Amador Cereceda           |              |
| 2010      | Mujeres de lujo          | Gonzalo Vergara           | 22 episodios |
| 2010      | Martin Rivas             | Emilio Mendoza            | 3 episodios  |
| 2010-2011 | Primera dama             | Ángel Astudillo           |              |
| 2012      | Soltera otra vez         | Zamir Jadue               |              |
| 2012-2013 | Pobre rico               | Cristián Bascuñán         |              |
| 2013-2014 | Soltera otra vez 2       | Zamir Jadue               |              |
| 2014-2015 | Chipe libre              | Gonzalo Hernández         |              |
| 2016-2017 | Preciosas                | Eric Ibarra               |              |
| 2018      | Soltera otra vez 3       | Zamir Jadue               |              |
| 2018-2019 | La reina de Franklin     | Eduardo Marabolí          |              |
| 2023-2024 | Generación 98            | Juan José Matte-Goyeneche |              |
| 2024-2025 | Los Casablanca           | Tomás Errázuriz           |              |

| Año       | Título                                     | Papel                    | Ref. |
| --------- | ------------------------------------------ | ------------------------ | ---- |
| 2006-2008 | Casado con hijos                           | Compañero de Nacho       |      |
| 2006-2008 | Litoral                                    | ¿?                       |      |
| 2010      | Algo habrán hecho por la historia de Chile | Benjamín Vicuña Mackenna |      |
| 2012      | El diario secreto de una profesional       | Benjamín González        |      |
| 2012      | Infieles                                   | Pablo                    |      |
| 2020-2021 | Los Carcamales                             | Antonio                  |      |

### Programas de televisión
- Teatro en Chilevisión (Chilevisión, 2009) - Nicolás Manero
- Sin Dios ni late (Zona Latina, 2012) - Invitado
- Síganme los buenos (Vive!, 2012) - Invitado
- Zona de estrellas (Zona Latina, 2012) - Invitado
- Vértigo (Canal 13, 2017) - Invitado

## Comerciales de televisión
- París (2014) - Protagonista del comercial junto con Josefina Montané.
- Mall Plaza (2016) - Promocionando Aladino, el musical con el videoclip Aquí estoy yo junto con D-Niss, Fernando Godoy y Francisco Pérez-Bannen.

## Discografía

### ConLos Piolas del Lote
- Tiempos de oro (2013)